# Lepomis
Lepomis – rodzaj ryb okoniokształtnych z rodziny bassowatych (Centrarchidae).

## Klasyfikacja
Gatunki zaliczane do tego rodzaju:
| - Lepomis auritus – słonecznica rdzawobrzucha, bass różowy - Lepomis cyanellus – słonecznica zielona, bass zielony - Lepomis gibbosus – bass słoneczny, słonecznica pstra - Lepomis gulosus - bass żarłoczny - Lepomis humilis - słonecznica niepozorna - Lepomis macrochirus – bass niebieski, bass pręgowany, bass błękitnoskrzelny, słonecznica błękitna - Lepomis marginatus - słonecznica obrzeżona | - Lepomis megalotis - słonecznica uszata - Lepomis microlophus - słonecznica czerwonoucha - Lepomis miniatus - Lepomis peltastes - Lepomis punctatus - słonecznica nakrapiana - Lepomis symmetricus - słonecznica karłowata |

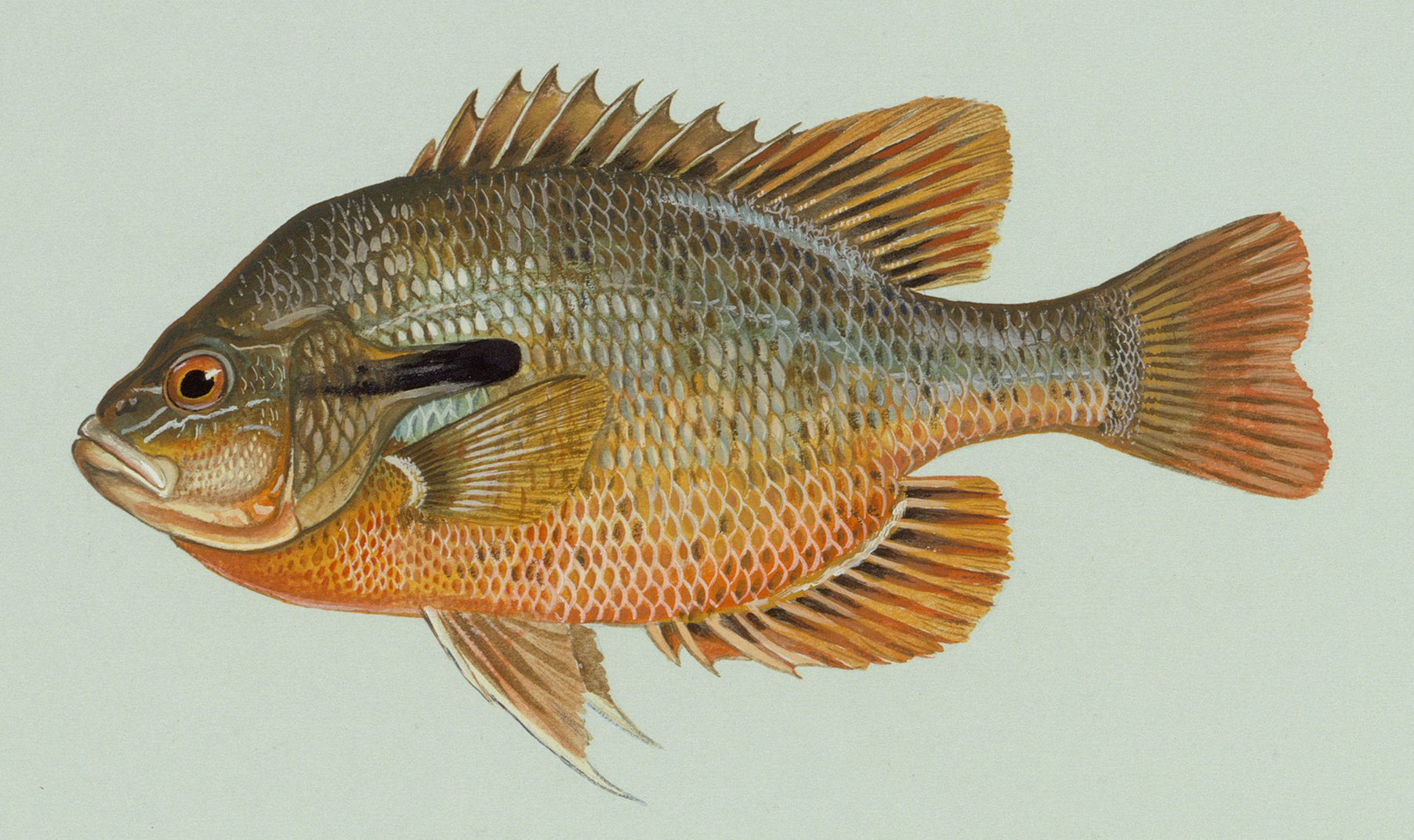
Lepomis auritus
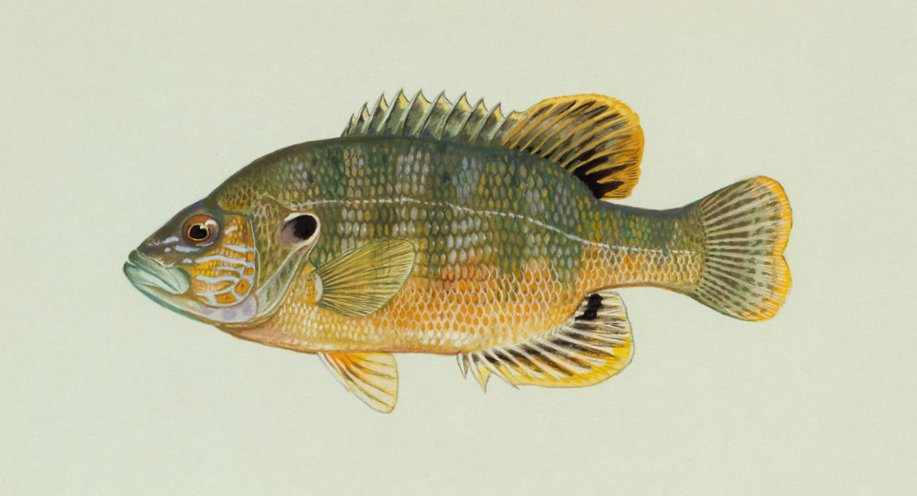
Lepomis cyanellus
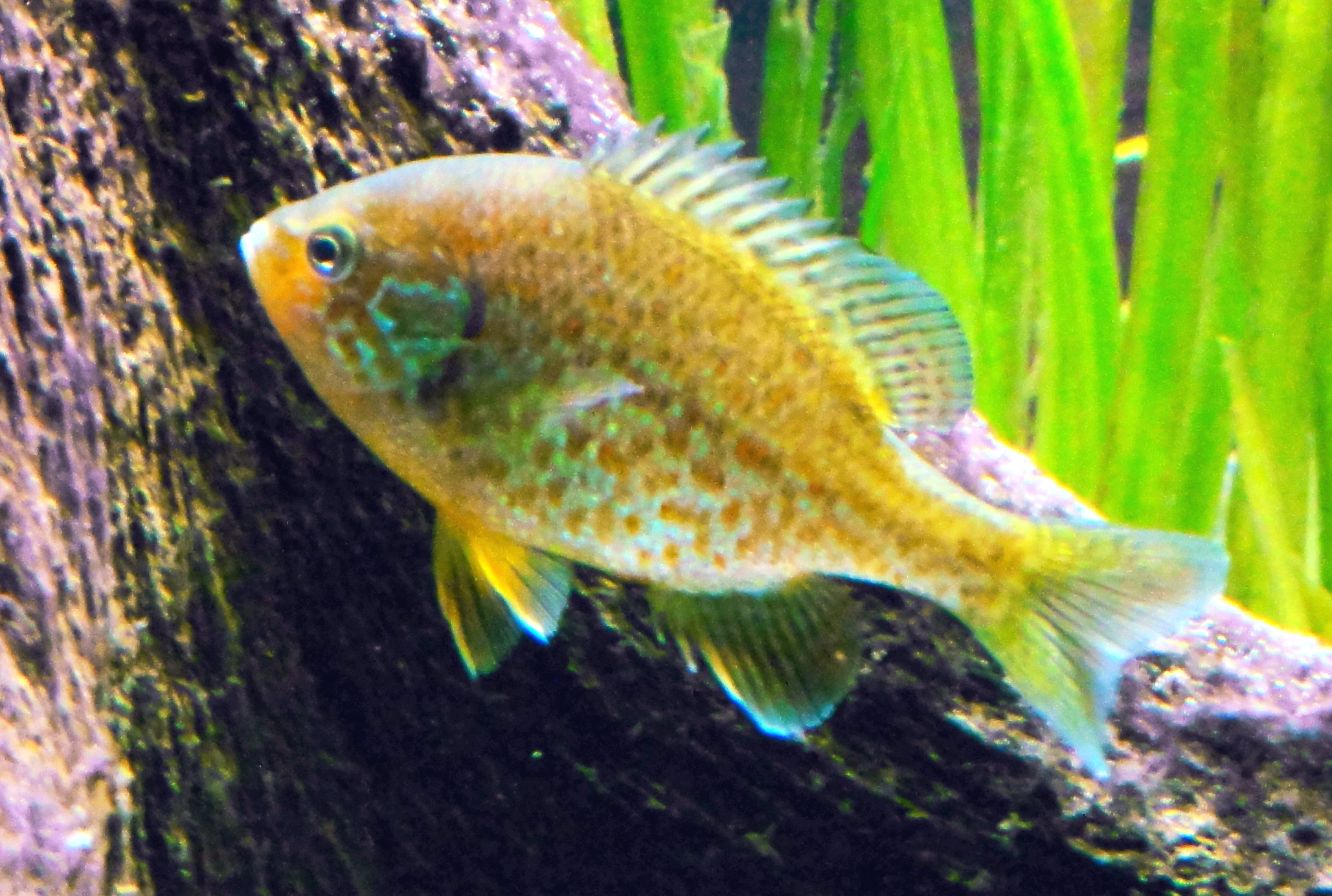
Lepomis gibbosus
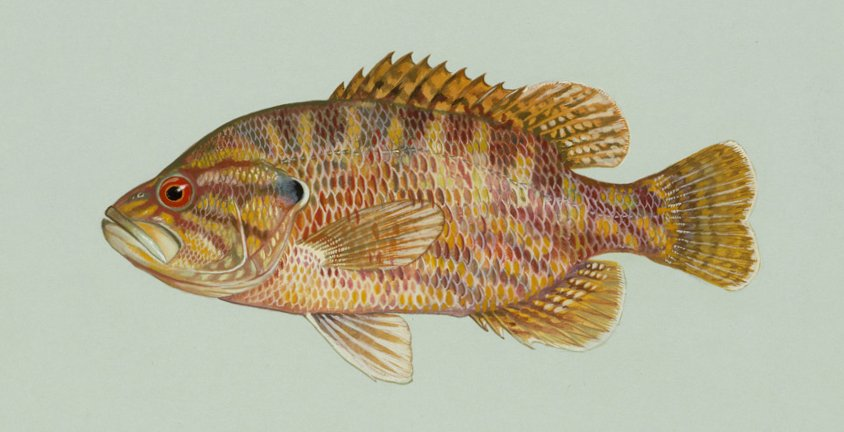
Lepomis gulosus
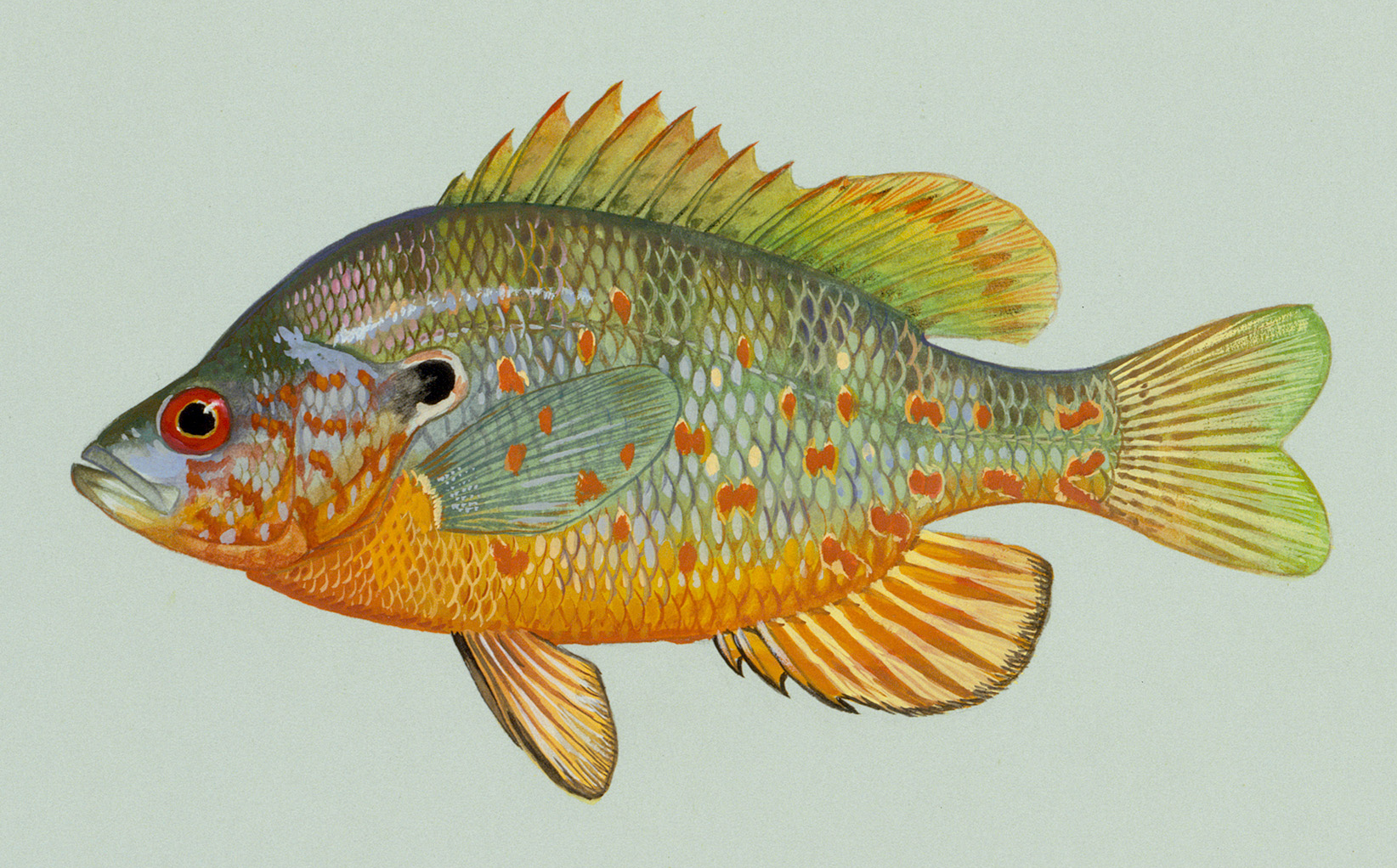
Lepomis humilis
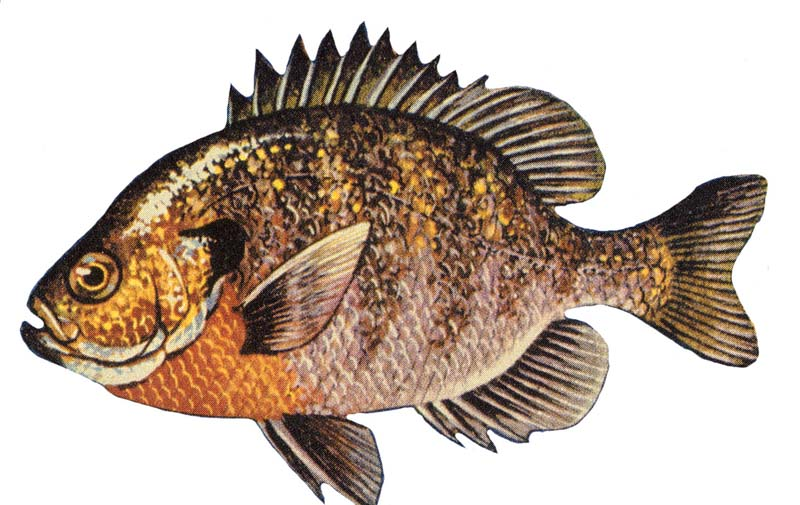
Lepomis macrochirus
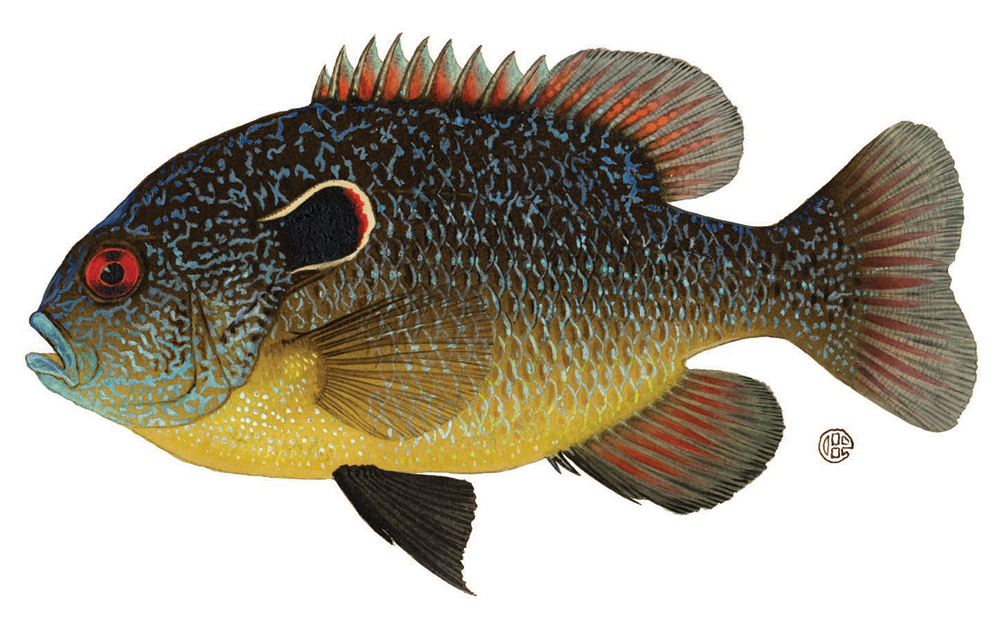
Lepomis megalotis
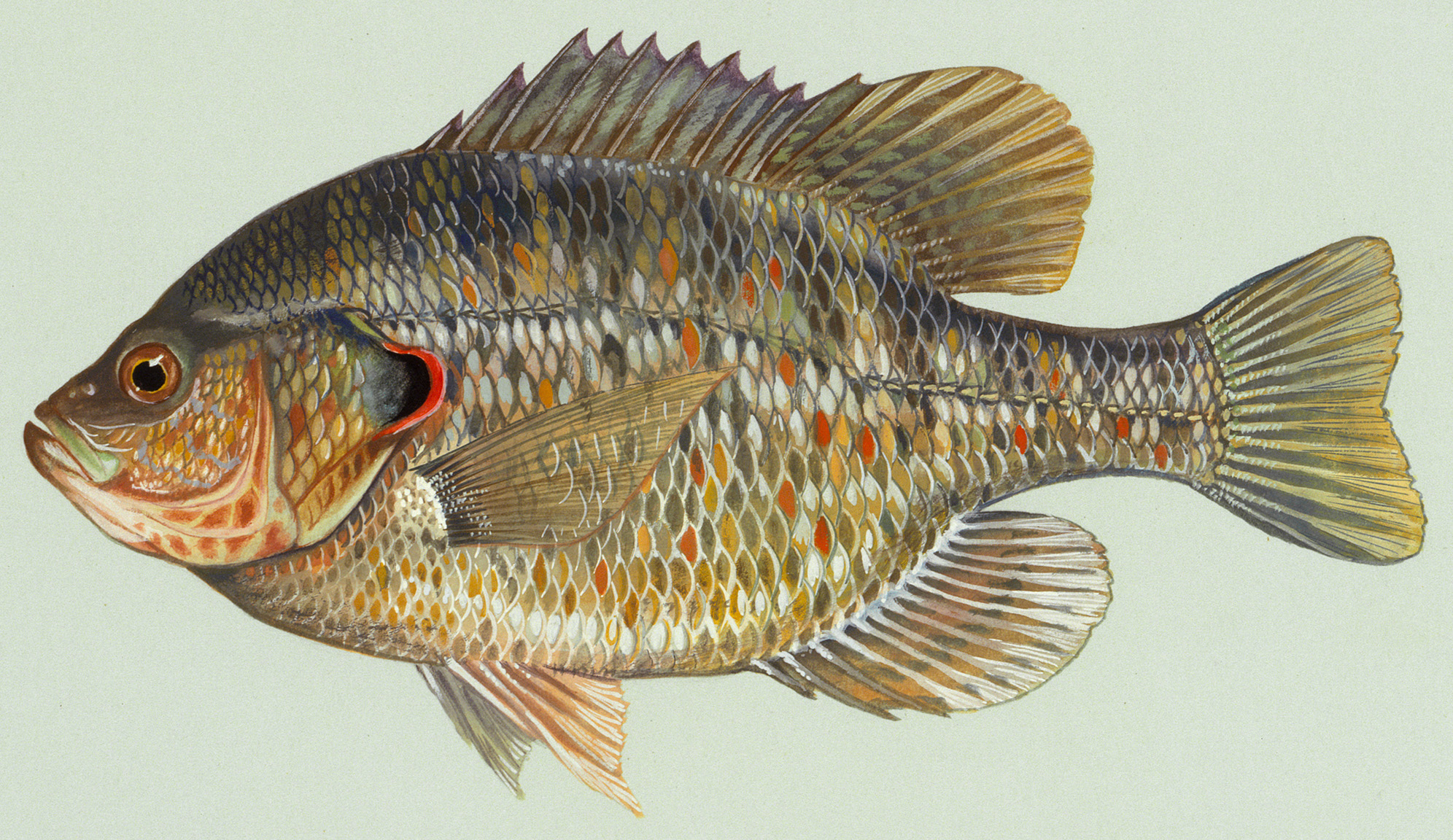
Lepomis microlophus
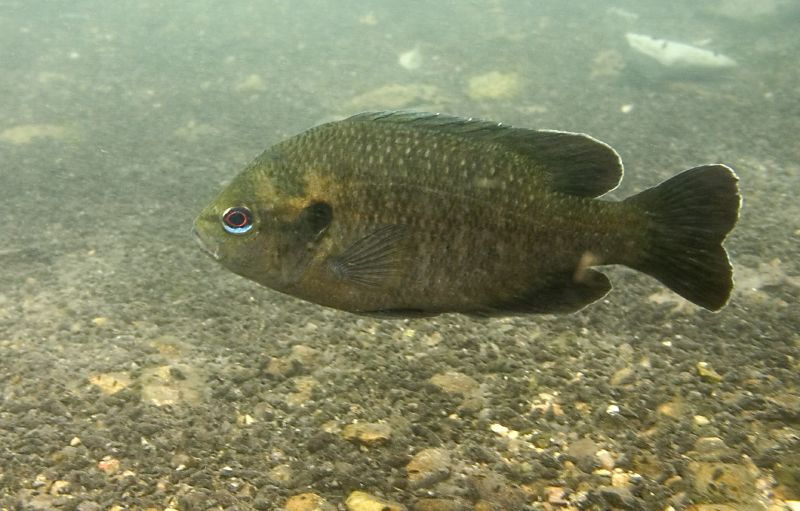
Lepomis miniatus